# Marxa de Resistència 7 Cims

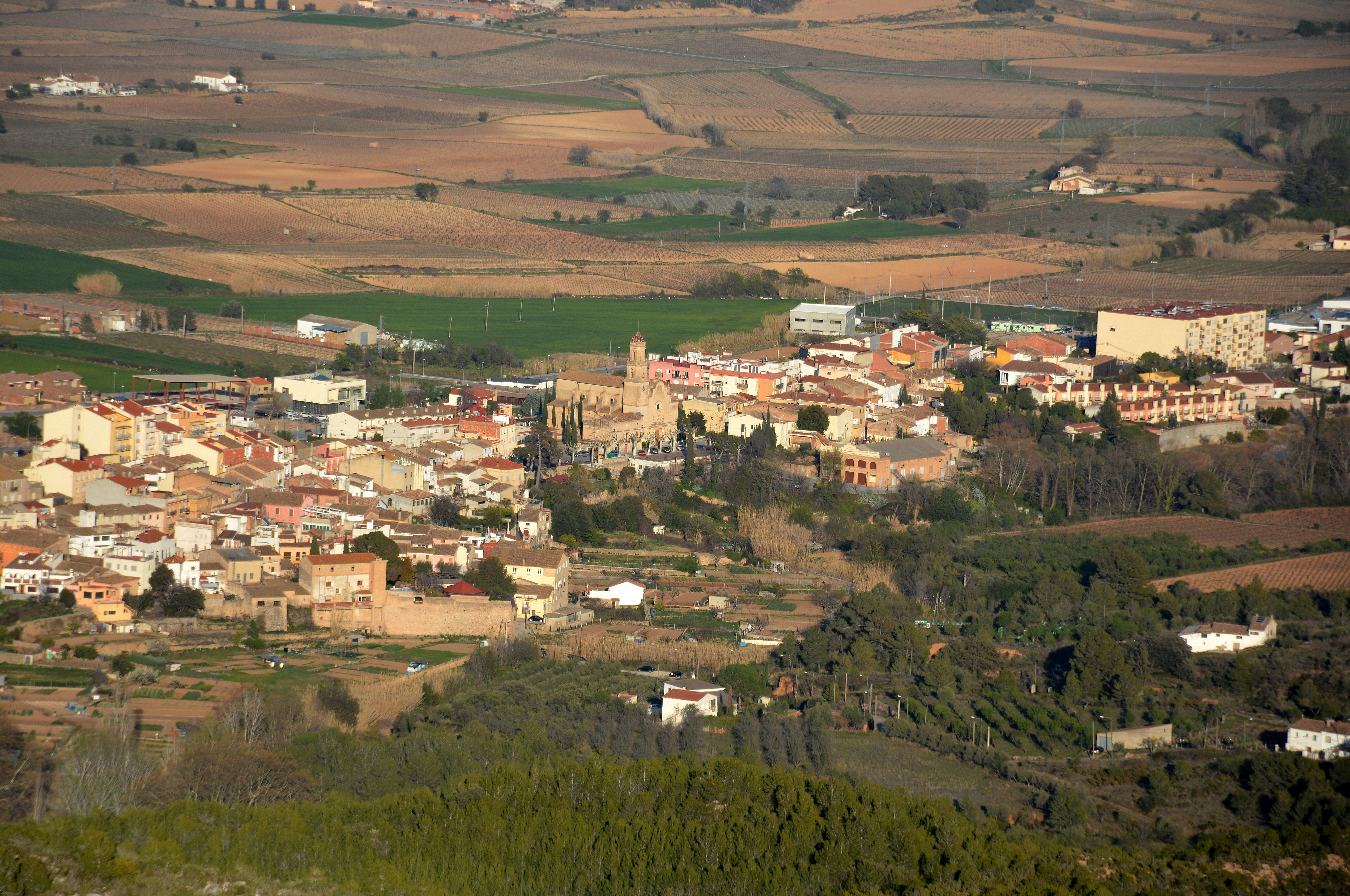
Torrelles de Foix, punt de sortida i arribada de la 'Marxa de Resistència dels 7 Cims'

La Marxa de resistència 7 Cims és una caminada de resistència no competitiva, en format circular, organitzada pel Centre Excursionista del Penedès, que forma part del Circuit Català de Caminades de Resistència (CCCR) de la Federació d'Entitats Excursionistes de Catalunya (FEEC).
La 'Marxa de resistència 7 Cims', que va néixer com a tal el 2004, té un recorregut de 59,2 quilòmetres i un desnivell acumulat de ± 4.824 metres, amb la sortida i arribada a la Plaça Nova de Torrelles de Foix, i per realitzarla es disposa d'un temps límit de 15 hores per finalitzar la prova. La marxa transcorre per camins, boscos i racons del vessant penedesenc de la Serralada Prelitoral Catalana, situada entre Barcelona i Tarragona, fa possible que en una sola jornada es puguin trepitjar set cims dels més destacats i alts del Penedès històric, algun dels quals voreja els 1.000 metres d'altitud. Es tracta d'una prova no competitiva de resistència individual per camins de muntanya que té per objectiu efectuar el seu recorregut circular, amb la sortida i l'arribada a la població de Torrelles de Foix.
Els set cims que es poden trobat durant el trajecte són el Clapí Vell (704 m.), Puig de l’Àliga (698 m.), el Montmell (861 m.), el Montagut (962 m.), Puig de Formigosa (995 m.), Puig Castellar (994 m.) i Puig de les Agulles (848 m.), que estan repartits per quatre comarques: l'Alt Penedès, el Baix Penedès, l'Alt Camp i l'Anoia, tot passant per les poblacions de Torrelles de Foix, el Pla de Manlleu i Pontons, a més dels municipis d'Aiguamúrcia, el Montmell, Querol i la Llacuna.